# Tuff Guitar Tijuana Style
Tuff Guitar Tijuana Style è un album discografico di Al Caiola, pubblicato dalla casa discografica United Artists Records nel marzo del 1966.

## Tracce

### LP
Lato A
1. El Flicko – 1:50 (musica: George Roumanis)
2. The Shadow of Your Smile (Canzone d'amore da The Sandpiper) – 3:05 (testo: Paul Francis Webster – musica: Johnny Mandel)
3. Never on Sunday – 2:15 (musica: Manos Hadjidakis)
4. Spanish Harlem – 2:43 (Jerry Leiber, Phil Spector)
5. Cuando calienta el sol (Love Me with All Your Heart) – 2:15 (testo: Carlos Rigual, Mario Rigual, Michael Vaughn (adattamento in inglese) – musica: Rafael Gaston Perez)
6. Thunderball (dalla colonna sonora del film Thunderball) – 2:20 (testo: Don Black – musica: John Barry)

Lato B
1. South of the Border (Down Mexico Way) – 2:27 (testo: Jimmy Kennedy – musica: Michael Carr)
2. Quiet Nights of Quiet Stars (Corcovado) – 2:07 (Antônio Carlos Jobim)
3. Fascination – 2:17 (testo: Maurice de Féraudy – musica: Fermo Dante Marchetti, arrangiamento di Al Caiola)
4. Baubles, Bangles & Beads (dal musical di Broadway "Kismet") – 2:25 (testo: Robert Wright, Charles Lederer – musica: Borodin)
5. Morgen – 2:45 (testo: Noel Sherman – musica: Peter Mosser)
6. Pablo – 2:00 (musica: Don Arnone)

## Musicisti
- Al Caiola – chitarra
- Altri musicisti non accreditati

Note aggiuntive
- Leroy Holmes – produttore
- Frank Gauna – illustrazione e grafica copertina frontale album originale[2]